# Пантану-Гранди
Пантану-Гранди (порт. Pantano Grande) — муниципалитет в Бразилии, входит в штат Риу-Гранди-ду-Сул. Составная часть мезорегиона Восточно-центральная часть штата Риу-Гранди-ду-Сул. Входит в экономико-статистический микрорегион Кашуэйра-ду-Сул. Население составляет 11 690 человек на 2006 год. Занимает площадь 847,613 км². Плотность населения — 13,8 чел./км².

## История
Город основан 15 декабря 1987 года.

## Статистика
- Валовой внутренний продукт на 2003 составляет 111 967 098,00 реалов (данные: Бразильский институт географии и статистики).
- Валовой внутренний продукт на душу населения на 2003 составляет 9852,79 реалов (данные: Бразильский институт географии и статистики).
- Индекс развития человеческого потенциала на 2000 составляет 0,745 (данные: Программа развития ООН).